# Galeata
Galeata là một đô thị ở tỉnh Forlì-Cesenatrong vùng Emilia-Romagna, có cự ly khoảng 70 km về phía đông nam của Bologna và khoảng 30 km về phía tây namcủa Forlì. Tại thời điểm ngày 31 tháng 12 năm 2004, đô thị này có dân số 2.477 người và diện tích là 62,9 km².
Đô thị Galeata có các frazioni (đơn vị trực thuộc, chủ yếu là các làng) Buggiana, Pianetto, Sant'Ellero, San Zeno, và Strada San Zeno.
Galeata giáp các đô thị: Civitella di Romagna, Predappio, Premilcuore, Rocca San Casciano, Santa Sofia.